# Kim (langue)
Pour les articles homonymes, voir Kim et kia.
Le kim est une langue parlée au Tchad, principalement dans la région du Mayo-Kebbi Est, département du Mayo-Boneye.
Environ 15 000 locuteurs.

## Répartition géographique
Elle est parlée traditionnellement dans quatre villages :
- Kim
- Eré
- Djoumane
- Kolobo

Elle est parlée également dans de petits groupes installés le long du fleuve Chari, notamment en aval de Ndjamena, ainsi que dans les villes de Bongor et Ndjamena.

### Dialectes
- kwasap
- garap
- gerep
- kolop

## Écriture
La langue kim s'écrit avec l'alphabet latin.
| a | a̰  | b  | ɓ | c  | d | ɗ | e | ḛ | f | g | h | i | ḭ | j | k | l | ls | m | mb |
| n | nd | nj | ŋ | ŋg | o | o̰ | p | r | s | t | u | ṵ | v | w | y | z |    |   |    |

L’ accent aigu est utilisé avec les lettres ‹ á é ó ú › et l’accent grave avec la lettre ‹ à ›.

## Lexique
| Français | Kwasap | Garap   | Gerep  | Kolop  |
| -------- | ------ | ------- | ------ | ------ |
| Lune     | Saba   | saba    | goalah | Sabang |
| Soleil   | Giyala | guyalla | Dam    | Nguèle |

## Sociolinguistique

### Statut
Le kim, comme toutes les autres langues nationales du Tchad, ne bénéficie d'aucun statut officiel.
L'article 9 de la Constitution dit : Les langues officielles sont le français et l'arabe. La loi fixe les conditions de promotion et de développement des langues nationales.